# Ясне (Павлоградський район)
Ясне (до 2025 року — Жемчужне) — селище в Україні, у Юр'ївській селищній територіальній громаді Павлоградського району Дніпропетровської області. Населення 26 осіб (перепис 2001). Орган місцевого самоврядування до 2017 року — Юр'ївська селищна рада.

## Географія
Селище розташоване за 3 км від села Новогригорівки і за 4 км від селища Юріївки. Через селище проходить залізниця, є зупинний пункт Жемчужне.

## Історія
12 червня 2020 року, відповідно до розпорядження Кабінету Міністрів України № 709-р «Про визначення адміністративних центрів та затвердження територій територіальних громад Дніпропетровської області», увійшло до складу Юр'ївської селищної громади.
19 липня 2020 року, в результаті адміністративно-територіальної реформи та ліквідації Юр'ївського району, селище увійшло до складу Павлоградського району.
05 червня 2025 року відповідно до Постанови Верховної Ради України № 4483-IX селище Жемчужне було перейменовано на селище Ясне. Постанова набула чинності 18 червня 2025 року.

## Інтернет-посилання
- Погода в селищі Жемчужне [Архівовано 7 червня 2016 у Wayback Machine.]

1. 1 2  Постанова Верховної Ради України від 5 червня 2025 року № 4483-IX «Про перейменування окремих населених пунктів, назви яких містять символіку російської імперської політики або не відповідають стандартам державної мови»
2. ↑  Про визначення адміністративних центрів та затвердження територій територіальних громад Дніпропетровської області. Офіційний вебпортал парламенту України (укр.). Процитовано 10 квітня 2023.
3. ↑  Постанова Верховної Ради України від 17 липня 2020 року № 807-IX «Про утворення та ліквідацію районів»

| Україна | Це незавершена стаття з географії України. Ви можете допомогти проєкту, виправивши або дописавши її. |